# Palma Campania
Palma Campania, known until 1863 as Palma di Nola, là một đô thị ở tỉnh Napoli ở vùng Campania, cách khoảng 25 km east of Napoli. Tại thời điểm ngày 31 tháng 12 năm 2004, đô thị này có dân số 14.972 người và diện tích là 20,8 km².
Đô thị Palma Campania bao gồm frazioni (đơn vị cấp dưới, chủ yếu là thôn làng) Pozzoromolo, Vico di Palma, and Castello di Palma.
Palma Campania giáp các đô thị: Carbonara di Nola, Domicella, Lauro, Liveri, Nola, Poggiomarino, San Gennaro Vesuviano, San Giuseppe Vesuviano, Sarno, Striano, Ottaviano.